# Vitex rufescens
Vitex rufescens là một loài thực vật có hoa trong họ Hoa môi. Loài này được A.Juss. miêu tả khoa học đầu tiên năm 1806.